# Kniha Alma

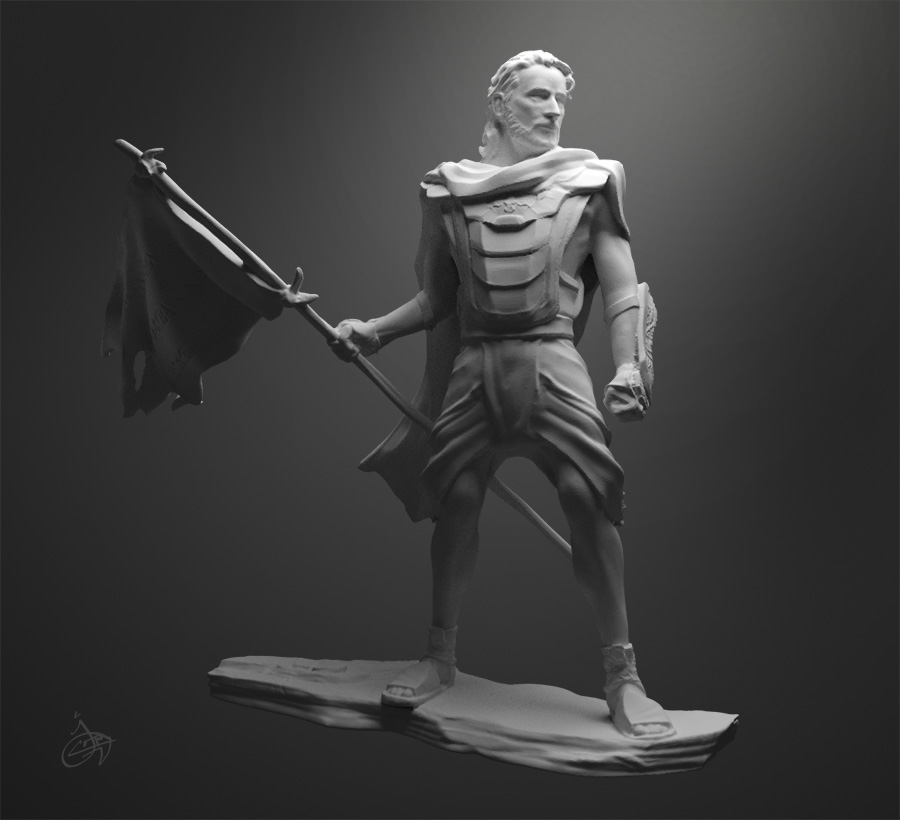
Jedna z vůdčích postav Knihy Alma - Kapitán Moroni

Kniha Alma je devátá a nejdelší část („kniha“) v Knize Mormonově, americkém náboženském díle, které roku 1830 vydal Joseph Smith. Její děj se má odehrávat mezi lety 91.př. n. l. – 52. př. n. l. a má být dílem několika starověkých amerických proroků (například Alma mladší a jeho synové Helaman a Šiblon).  

## Vznik a pozadí
Kniha Alma je součástí Knihy Mormonovy – náboženské knihy mormonského náboženství, která byla sepsána (přeložena) Josephem Smithem na počátku 19. století. Panují pochyby o to, zda je kniha skutečným historickým dokumentem. 

## Děj
Kniha Alma pojednává o období soudcovské demokracie ve starověké Americe. Konkrétně zaznamenává historii a příběhy postav během prvních 39 let vlády soudců. Kniha obsáhle popisuje pokusy rozličných skupin nastolit znovu monarchický systém a misionářskou snahu několika nefitských postav ve znepřáteleném národě Lamanitů.

## Název
Název knihy může být chápán jako autorský podpis (většina knihy je vyprávěním Almy mladšího), ale je pravděpodobně spíše názvem tématu knihy.

### Jméno
Jméno Alma je odvozeno z hebrejského souhláskového kořene (alef)-L-M a je známé i v nemormonské kultuře. Znamená v překladu „mladík“ nebo „mládí“. Někteří badatelé poukazují také na podobnost s alama/alima, které znamená něco jako „náčelník“ nebo „vůdce“.
Název knihy („Alma“) tedy odkazuje na nově utvořený politický systém, který je ve svém „mládí“ neustále ohrožován silnými vůdci, kteří by rádi znovu nastolili monarchický systém jednoho vladaře. 
Název "Alma" – "mladík" byl možná také popisem hlavních postav – Almy mladšího a Mosiášových synů (Ammona a dalších), kteří všichni ve svém mládí spatřili anděla a stali se nástroji Božími. Jejich osud je spojen se zrušením královského úřadu a ustanovením demokracie ve starověké Americe.
Název může také odkazovat na jednu z nejvýznamnějších postav – vojevůdce Moroniho, který se stal vůdcem lidu a pomocí armády "ochránil" demokratický systém před skupinami, které se pokusily nastolit nový režim.

## Autorství
Teorie o autorství většinou balancují mezi tím, zda je autorem knihy Joseph Smith nebo starověcí proroci. Kniha podle badatelů obsahuje jak starověké motivy (jako vnitřní literární systém – chiasmus), tak novodobé rysy (způsobené buďto moderním překladem nebo moderním autorstvím). Ve výsledku je otázka autenticity nejistá a pohledy ovlivněné náboženským pozadím. 

### Záznam Almy mladšího
Většina knihy, konkrétně kapitoly 1–44, jsou udány jako záznam Almy mladšího, syna jednoho z hrdinů Knihy Mosiáš, s jejímž příběhem je kniha Alma silně spojena.

### Záznam Helamana I.
Kapitoly 45–62 jsou nadepsány jako záznam Helamana, syna Almy mladšího. Tento Helaman se stal vojevůdcem a vypráví o válkách Nefitů v samém závěru knihy Alma.

### Záznam Šiblonův
Poslední kapitoly knihy Alma (63) je údajně dílem Šiblona, syna Almy mladšího a bratra Helamana I. Text však není psán v 1.osobě a proto je pravděpodobné, že původní text Šiblonova záznamu byl mnohem delší než současná redigovaná verze (pravděpodobně zkrácená dějepiscem Mormonem).

### Mormonova redakce
Tradiční postoj o autorství knihy Alma zastává názor, že text proroků byl redigován (zpracován) dějepiscem Mormonem asi v 3. století 
n. l.

## Literární styly
Kniha Alma obsahuje několik stěžejních literárních stylů jako například: historický popis, didaktické části, oslavné písně, modlitby, proroctví o zkáze, válečné epištoly a patriarchální napomínání.

## Témata

### Almovo Obdarování
Kniha Mormonova obsahuje několik symbolických prototypů mormonského obřadu Obdarování. Jeden z nich se nachází v Knize Alma, konkrétně v kapitolách 12 a 13. 
1. Pád Adama a Evy (Alma 12:21-24)
2. Plán vykoupení (Alma 12:25-33)
3. Adamovo přikázání (Alma 12:31-32)
4. Svaté povolání (Alma 13:3-8)
5. Garment – bílý šat spasených (Alma 13:11-12)
6. Boží soud (Alma 12:14,32-35)
7. Vstup do přítonosti Boží a exaltace člověka (Alma 12:36; 13:12)

Obdarování je podle mormonské teologie nejen naukou,ale také způsobem učení. Proto se údajně tento teologický styl objevuje nejen v Knize Mormonově, nýbrž také v Bibli.

## Zajímavosti
- Kniha Alma v kapitole 46 (verše 24-26) obsahuje část textu, který je přiřazen k biblickému Jákobovi. Jde o jedno z Jákobových údajných proroctví o jeho potomstvu a jde tedy o moderní apokryf nebo pseudepigraf. Podobný pseudepigraf (apokryf) obsahuje také kniha 2.Nefi (kapitola 3).
- Kniha Alma obsahuje nejvíce originálních "poznámek" v textu ze všech částí Knihy Mormonovy. Konkrétně kapitoly 1, 5, 7, 9, 17, 21, 36, 38, a 39 obsahují úvodní předmluvu, která byla napsána pravděpodobně dějepiscem Mormonem při finální redakci.
- Kapitola 63 pojednává o vůdci Hagothovi, který se spolu s kolonií lidí vypravil lodí směrem k severozápadnímu pobřeží Ameriky. Tato dějová linka dala vzniknout některý nekanonickým textům jako je například Kniha Hagoth.[5] Ta pojednává o Hagothově národě a jejím osídlení na místě dnešních států Utah, Kalifornie atd.. Kniha Hagoth není oficiálně uznávána žádnou z mormonských církví a její původ je víceméně nejistý. Mormonští badatelé spíše předpokládají, že s Hagothovo lidem může být spojeno například obyvatelstvo Polynésie nebo jiný z ostrovních národů.[6]
- Alma v 36.kapitole knihy cituje Lehiho (starého proroka z 1.Nefiho) a popisuje takto jeho i svou vlastní teofanii.